# Скіфські етноніми
Скі́фські етно́німи — назви етносів та етнографічних груп, які за античними джерелами були частиною скіфів (сколотів), чи входили до державного утворення, яке відоме у класичний період під назвою Скіфія Європейська, та, в елліністичний період, до складу Тавроскіфії (але не пізніше межі ІІ століття до н. е. І ст. до н.е.). До загального реєстру внесено всі перелічені Геродотом групи без додаткового групування їх на потенційно міфологічні, чи «взагалі не етноніми, а визначення-характеристики». Окрім «Історії» Геродота до переліку внесено й етноніми, а також окремі скіфські групи, згадані у інших античних джерелах.
- Авхати
- Алазони
- Асампати
- Атернії
- Борисфеніти
- Будини
- Гелони
- Інапеї
- Калліппіди
- Катіари
- Мікселліни
- Напи
- Ортокорібантії
- Пали
- Паралати
- Сакасіни
- Скіфи-землероби
- Скіфи-інші
- Скіфи-кочовики
- Скіфи-орачі
- Скіфи-царські
- Танаїти
- Траспії